# Fehntjer Tief und Umgebung
Fehntjer Tief und Umgebung bezeichnet ein verwaltungsrechtlich aus zwei Naturschutzgebieten bestehendes Gebiet in den niedersächsischen Landkreisen Aurich und Leer. Es besteht aus den Naturschutzgebieten Fehntjer Tief und Umgebung Nord in den Gemeinden Großefehn und Ihlow im Landkreis Aurich und Fehntjer Tief und Umgebung Süd in den Gemeinden Hesel und Neukamperfehn in der Samtgemeinde Hesel und der Gemeinde Moormerland im Landkreis Leer.

## Allgemeines
Das Naturschutzgebiet ist circa 2144 Hektar groß. Es besteht aus dem circa 1209 Hektar großen Naturschutzgebiet „Fehntjer Tief und Umgebung Nord“ (Kennzeichen NSG WE 201) im Landkreis Aurich und dem circa 935 Hektar großen Naturschutzgebiet „Fehntjer Tief und Umgebung Süd“ (Kennzeichen NSG WE 209) im Landkreis Leer. Beide Naturschutzgebiete grenzen direkt aneinander. Das Gebiet ist zum größten Teil Bestandteil des knapp 2500 Hektar großen FFH-Gebietes „Fehntjer Tief und Umgebung“ und des rund 2310 Hektar großen EU-Vogelschutzgebietes „Fehntjer Tief“. Es grenzt stellenweise an die Landschaftsschutzgebiete „Fehntjer Tief und Umgebung Nord“ und „Fehntjer Tief und Umgebung Süd“, mit denen es einen zusammenhängenden Biotopverbund bildet. Südwestlich von Timmel grenzt es an Teile des Landschaftsschutzgebietes „Boekzeteler Meer und Umgebung“. Südöstlich von Ihlow grenzt es ferner an das Naturschutzgebiet „Ihlower Forst“ sowie das Landschaftsschutzgebiet „Ihlower Forst und Niederung des Krummen Tiefs“.
Das Gebiet „Fehntjer Tief und Umgebung Nord“ steht seit dem 15. Mai 2021 unter Naturschutz. In ihm gingen die bisherigen Naturschutzgebiete „Fehntjer Tief-Nord“, „Feuchtgebiet Westgroßefehn“, „Flumm-Niederung“ und „Sandwater“ sowie Teile der Landschaftsschutzgebiete „Ihlower Forst und Niederung des Krummen Tiefs“ und „Boekzeteler Meer und Umgebung“ auf. Zuständige untere Naturschutzbehörde ist der Landkreis Aurich. Das Gebiet „Fehntjer Tief und Umgebung Süd“ steht seit dem 16. September 2021 unter Naturschutz. In ihm gingen die bisherigen Naturschutzgebiete „Fehntjer Tief-Süd“ und „Boekzeteler Meer“ sowie Teilbereiche des ehemaligen Naturschutzgebietes „Fehntjer Tief-Nord“ auf. Zuständige untere Naturschutzbehörde ist der Landkreis Leer.

## Beschreibung

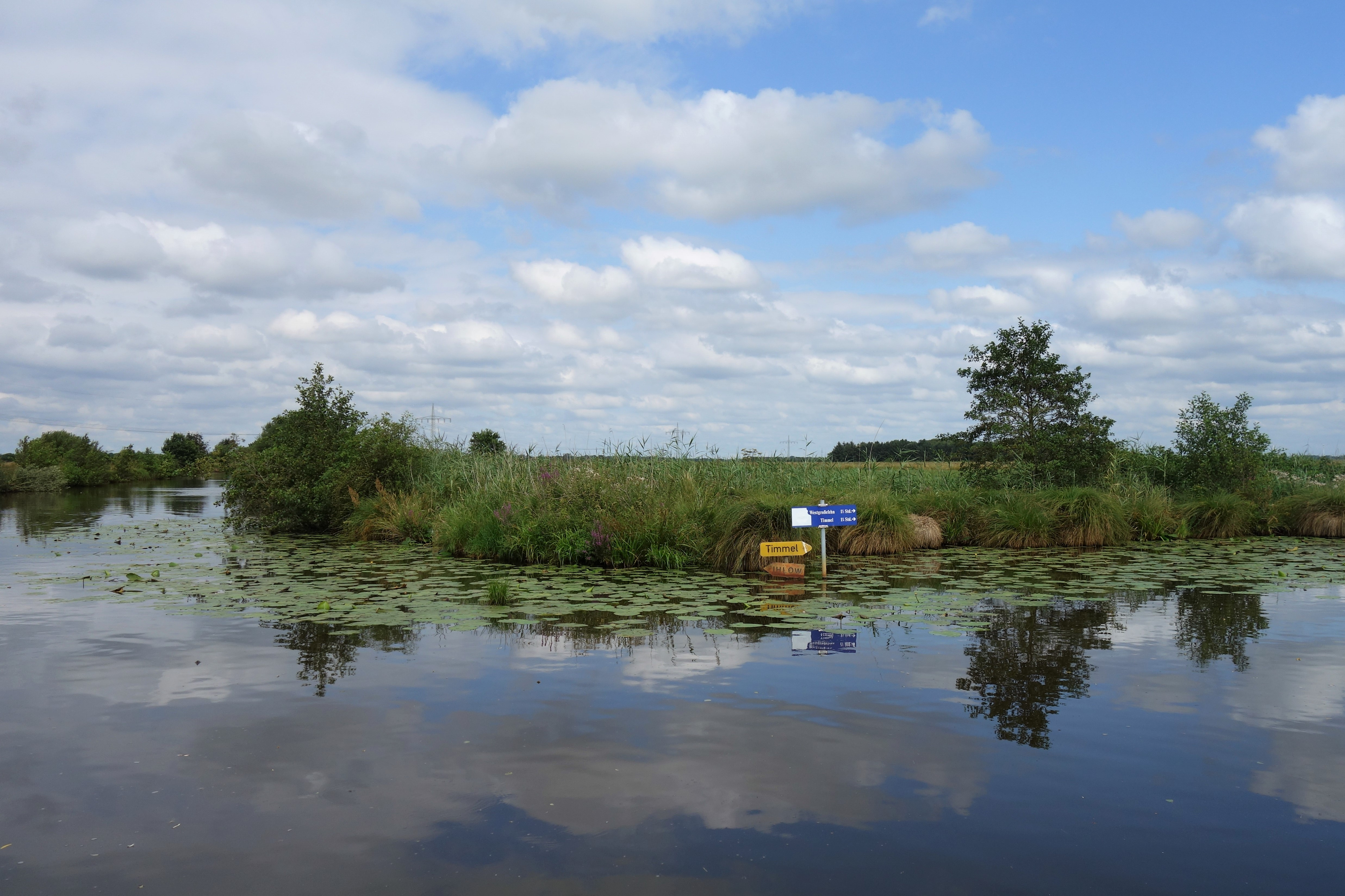
Niederungslandschaft mit Fehntjer Tief (im Vordergrund) und Krummes Tief (links)

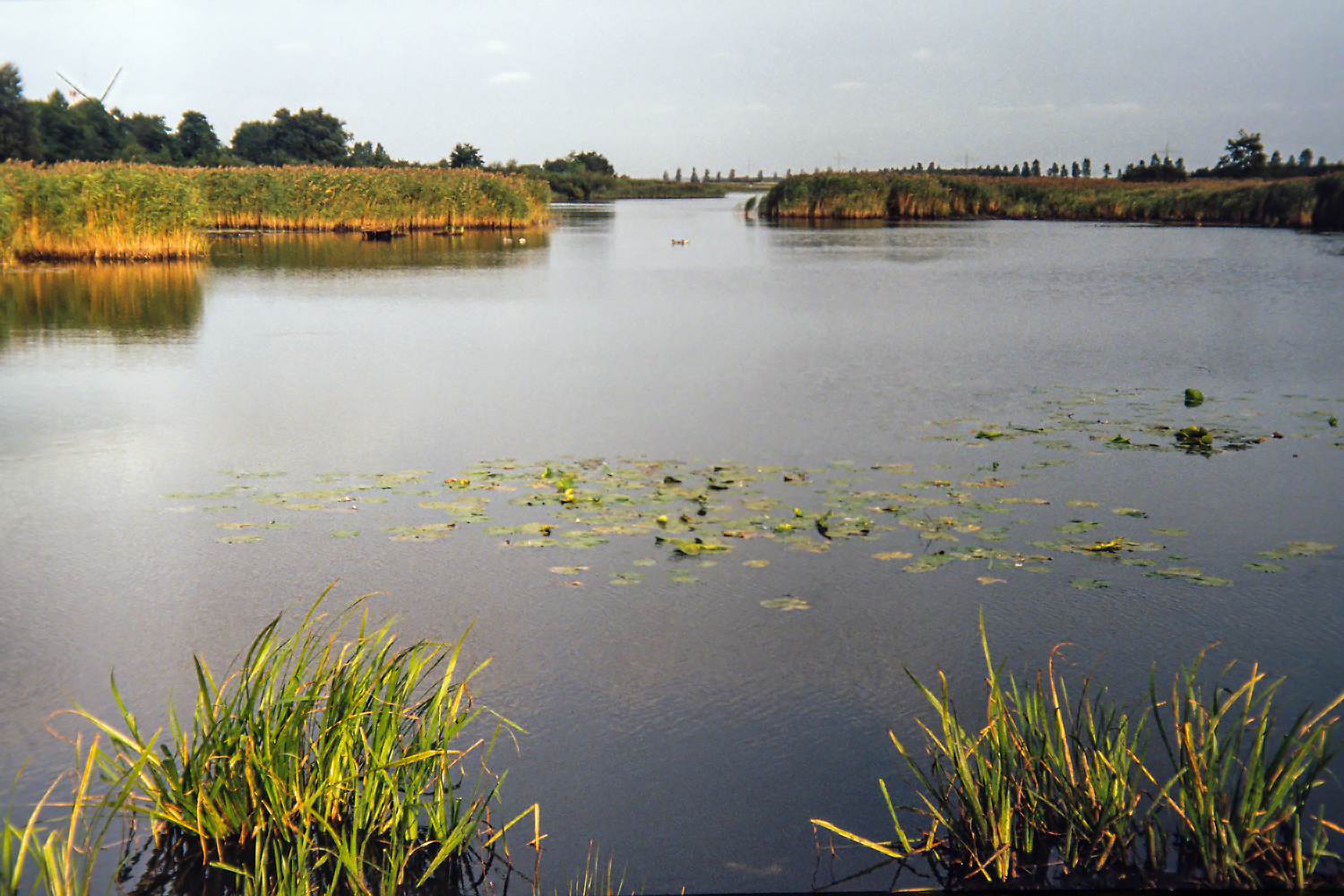
Sandwater

Das aus zwei Teilflächen bestehende Naturschutzgebiet liegt zwischen Aurich und Leer in den Niederungen von Fehntjer Tief und Flumm. Es umfasst im Wesentlichen den Lauf des Fehntjer Tiefs vom Zusammenfluss des nördlichen und des südlichen Arms des Fehntjer Tiefs im Osten bis zur Einmündung des Schmidtkamper Zugschloots im Westen sowie großflächig daran angrenzende Niederungsbereiche einschließlich des Krummen Tiefs mit angrenzenden Flächen unterhalb des Ihlower Forstes, den nördlichen Arm des Fehntjer Tiefs mit dran angrenzenden Flächen sowie die Flumm und ihre Niederung zwischen der Querung durch die Landesstraße 14 bei Westgroßefehn und der Querung durch die Bundesstraße 72 bei Mittegroßefehn, den südlichen Arm des Fehntjer Tiefs mit dran angrenzenden Flächen, das Boekzeteler Meer mit angrenzenden Bereichen sowie das Bagbander Tief mit angrenzenden Flächen sowie den Bereich Sandwater mit angrenzenden Niederungsflächen bei Simonswolde. Die Teilfläche bei Simonswolde ist durch das Landschaftsschutz „Fehntjer Tief und Umgebung Nord“ mit dem übrigen Naturschutzgebiet vernetzt.
Die vermoorte und teilweise unter dem Meeresspiegel liegende Niederung wird von Fließ- und Stillgewässern und ausgedehnten, weitestgehend baumfreien Feuchtwiesen und überwiegend als Mähwiesen unterschiedlicher Nutzungsintensität bewirtschaftetem Grünland geprägt. Sie ist als Kulturlandschaft eine der letzten weiträumigen und unverbaut gebliebenen Hammrich-Landschaften in Nordwestdeutschland. Vielfach sind Röhrichte, Seggenriede und Hochstaudenfluren ausgebildet. Stellenweise sind Feuchtgebüsche zu finden. Auf Teilflächen siedeln Pfeifengraswiesen und Borstgrasrasen. Diese haben zusammen mit extensiv bewirtschafteten Grünlandflächen eine besondere Bedeutung für den Erhalt der Wiesenvogelpopulation im Naturschutzgebiet.
Auf vermoorten Böden siedeln unter anderem Schmalblättriges Wollgras, Wiesensegge und Sumpfblutauge. Auf Pfeifengraswiesen siedeln unter anderem Blaues Pfeifengras, Hirsesegge und Englische Kratzdistel und auf Borstgrasrasen Borstgras, Arnika, Teufelsabbiss, Lungenenzian und Waldläusekraut. Die Hochstaudenfluren werden unter anderem von Mädesüß, Gelber Wiesenraute und Blutweiderich gebildet.
Die Fließgewässer beherbergen unter anderem Gewöhnliches Pfeilkraut, Teichwasserstern und Flachgründigen Wasserstern. In Stillgewässern siedeln beispielsweise Froschbiss, Gelbe Teichrose, Gelbe Schwertlilie, Froschkraut und Flutende Moorbinse.
Weiterhin siedeln im Naturschutzgebiet unter anderem Traubige Trespe, Späte Gelbsegge, Sumpfplatterbse, Sumpfläusekraut, Sumpfsegge und Sumpfdotterblume.
Das Naturschutzgebiet ist Lebensraum verschiedener Vogelarten, darunter den als Brutvögeln wertbestimmenden Arten Großer Brachvogel, Uferschnepfe, Kiebitz, Bekassine, Wachtelkönig, Braunkehlchen, Schilfrohrsänger, Rohrweihe, Wiesenweihe, Sumpfohreule und Löffelente. Der Wachtelkönig kommt hier am nordwestlichen seines Verbreitungsgebietes vor. Für die Uferschnepfe ist das Gebiet eines der wichtigsten Brutgebiete in Niedersachsen. Weiterhin sind hier unter anderem die Limikolen Austernfischer, Flussregenpfeifer, Flussuferläufer, Kampfläufer und Rotschenkel, die Sperlingsvögel Feldlerche, Teichrohrsänger, Uferschwalbe, Steinschmätzer, Schwarzkehlchen und Blaukehlchen sowie die Entenvögel Krickente, Knäkente, Schnatterente, Tafelente, Reiherente, Höckerschwan, Gänsesäger, Brandgans, Blässgans, Kurzschnabelgans und Weißwangengans heimisch. Darüber hinaus ist das Naturschutzgebiet Lebensraum bzw. Nahrungshabitat unter anderem für Kormoran, Wasserralle, Blässhuhn, Kornweihe, Graureiher und Weißstorch.
Das Naturschutzgebiet beherbergt weiterhin Teichfledermaus, Schlammpeitzger und Steinbeißer sowie verschiedene Libellenarten, darunter die Schwarze Heidelibelle und die Gebänderte Prachtlibelle.
Insbesondere nasse Flächen im Naturschutzgebiet werden zur Pflege teilweise mit Wasserbüffeln beweidet.
Das Naturschutzgebiet wird nur von wenigen öffentlichen Straßen gequert, darunter die Autobahn 31 im Westen des Gebietes, die Kreisstraße 110 bei Ihlow sowie die Landesstraße 14 bei Timmel und bei Westgroßefehn. Zusätzlich grenzt es an einigen Stellen an weitere öffentliche Straßen.

## Naturschutzstation
In Lübbertsfehn befindet sich am Rand des Naturschutzgebietes die Naturschutzstation Fehntjer Tief. Die 1993 eingerichtete Naturschutzstation ist in einem 1843 errichteten, denkmalgeschützten Gulfhaus, einem typischen ostfriesischen Bauernhaus, untergebracht. Die Naturschutzstation dient der Umweltbildung und Öffentlichkeitsarbeit. Auf dem Gelände der Naturschutzstation befinden sich unter anderem mehrere Schauteiche, die charakteristische Biotoptypen des Naturschutzgebietes vorstellen, sowie ein Bauerngarten.